# Billy Devore
Louis "Billy" DeVore (St. John, Kansas, 12 september 1910 - Indianapolis, Indiana, 12 augustus 1985) was een Amerikaans autocoureur. Hij is de zoon van de vooroorlogse Indianapolis 500-rijder Earl Devore.
Billy schreef zich negenmaal in voor de Indianapolis 500 tussen 1937 en 1954, waarbij de laatste twee edities in 1950 en 1954 ook deel uitmaakten van het Formule 1-kampioenschap. Deze twee edities wist hij zich echter niet te kwalificeren. Zijn beste resultaat behaalde hij meteen in 1937, hij werd hier zevende. In 1938, 1939 en 1946 eindigde hij ook in de top 10 van de race.